# Sahel (Tunesien)
Sahel (arabisch ساحل, DMG Sāḥil ‚Küste‘) bezeichnet in Tunesien eine Region an der Mittelmeerküste. Der tunesische Sahel erstreckt sich südlich der Stadt Hammamet entlang des Golfes von Hammamet bis nach Mahdia. Die auch „Perle des Sahel“ genannte Metropole der Region ist Sousse.
Historisch ist dies eine Region des Austauschs, die vor allem durch Handel und Tourismus gekennzeichnet ist.

## Wichtige Städte
- Sousse
- Monastir
- Mahdia
- M’saken
- Akouda
- Messadine
- Hammam Sousse
- Sidi Bou Ali
- Hergla
- Kalaâ Kebira
- Kalaâ Seghira
- Kondar
- Sidi El Hani
- Takrouna
- Mokhnine
- Jemmal
- Ksar Helal
- Sayada
- Teboulba
- Ouardanine
- Sahline
- Ksibet El Mediouni
- Sayyada
- Lamta
- Bouhjar
- Bennane
- Beni Hassen
- Khniss
- Bembla
- Zeramdine
- Bekalta
- Boumerdes
- El Djem
- Ksour Essaf
- Sidi Alouane
- Salakta
- Chebba
- Chorbane
- Souassi
- Ouled Chamekh
- Hebira
- Malloulech
- Rejich
- Enfidha

## Sport
Der in Sousse beheimatete Fußballverein Étoile Sportive du Sahel gehört zu den erfolgreichsten Tunesiens.
Koordinaten: 35° 56′ N, 10° 32′ O